# Arkanoid
Arkanoid (1986) är ett spel utvecklat av det japanska företaget Taito. Spelet är en klon av spelet Breakout, och har fått flera uppföljare, också de utvecklade av Taito.

## Uppföljare

### Arkanoid: Doh it Again
Arkanoid: Doh it Again (1997) är utvecklat för Super NES.

### Arkanoid Returns
Arkanoid Returns (1997) är ett arkadspel, som även finns till Playstation.

### Arkanoid DS
Arkanoid DS är tänkt att användas tillsammans med ett tillbehör som används som styrspak i spelet, tillbehöret ansluts till slot-2 på en Nintendo DS. Samma tillbehör kan även användas till spelet Space Invaders Extreme.

### Arkanoid DX
Arkanoid DX (2006) är en version av Arkanoid för mobiltelefoner..